# 一紙小消息
一紙小消息（いっしこしょうそく）とは、「黒田の聖人へつかはす御文（おんふみ）」の名で伝えられる法然の法語。小消息と称して尊重される。安心起行（浄土の信仰の実践と心の安らぎ）を明らかにする上で最も要を尽くしたものである。
法然が黒田の聖人に宛てた消息（手紙）であり、『黒谷上人語灯録.和語灯録』『勅修御伝』などに収録されている。
黒田の聖人が誰であるかは不詳であり、重源とする説や、その門弟の行賢とする説がある。

## 「黒田の聖人へつかはす御文」全文
末代の衆生を、往生極楽の機（き）にあててみるに、行（ぎょう）すくなしとてうたがふべからず。一念十念にたりぬべし。
罪人なりとてもうたがふべからず、罪根ふかきをもきらはず。
時くだれりとてうたがふべからず、法滅已後（いご）の衆生なを往生すべし、いはんやこのごろをや。
わが身わろしとてうたがふべからず、自身はこれ煩悩具足せる凡夫（ぼんぶ）なりといへり。
十方に浄土おほけれども、西方をねがふは、十悪五逆の衆生もむまるるゆへ也（なり）。
諸仏の中に弥陀に帰したてまつるは、三念五念にいたるまで、みづから来（きた）りてむかへ給（たま）ふがゆへ也（なり）。
諸行の中に念仏をもちゆるは、かのほとけの本願なるがゆへ也（なり）。
いま弥陀の本願に乗（じょう）じて往生してんには、願（がん）として成（じょう）ぜずと云う事あるべからず。
本願に乗（じょう）ずる事は、ただ信心（しんじん）のふかきによるべし。
うけがたき人身（にんじん）をうけて、あひがたき本願にあひて、をこしがたき道心（どうしん）ををこして、
はなれがたき輪廻（りんゑ）のさとをはなれて、むまれがたき浄土に往生せん事は、よろこびの中のよろこび也（なり）。
つみをば十悪五逆のもの、なをむまると信じて、小罪（しょうざい）をもをかさじとおもふべし。
罪人なをむまる、いかにいはんや善人をや。行（ぎょう）は一念十念むなしからずと信じて、無間（むけん）に修（しゅ）すべし。
一念なをむまる、いかにいはんや多念をや。阿弥陀仏は、不取正覚の詞（ことば）を成就して、現（げん）にかのくににましませば、さだめていのちをはらん時には来迎（らいこう）し給はんずらん。
釈尊はよきかなや、わがをしへにしたがひて生死（しょうじ）をはなれんとすと知見し給（たま）ふらん。
六方の諸仏はよろこばしきかな、われらが証誠（しょうじょう）を信じて、不退の浄土に往生せんとすとよろこび給（たま）ふらんと。
天にあふぎ地にふして、よろこぶべし、このたび弥陀の本願にあへる事を。
行住坐臥にも報（ほう）ずべし、かのほとけの恩徳（おんどく）を。
たのみてもなをたのむべきは乃至（ないし）十念の詞（ことば）。
信じてもなを信ずべきは必得（ひっとく）往生（おうじょう）の文（もん）なり。